# 黙字
黙字（もくじ）は、単語や文を表す綴りの中で、発音されない表音文字や、読み上げられることのない字素のこと。

## 概要
多くの言語の表記系に存在し、とくに表音文字による表記系において、現在では発音されなくなった古い音の痕跡が綴り上に遺っているものが多い。ほかに、借用語でもとの言語の表記に倣ったものや、同音異義語を区別するためにあえて挿入されているようなものもある。
英語の語末の e や gh などのように、それ自体は発音しないが、前後の母音字などの発音方法を示唆するような役割を担っているものもある。

## 英語
英語は正書法の改革の類を経験しておらず、綴り方においては非常に保守的であるために黙字が非常に多いが、それらはいくつかの種類に大別することができる。以下、例語を示し、黙字を太字で表す。

### 語末の e
英語の歴史は、高低アクセント言語から強勢アクセント言語への移行の歴史でもあった。そうした変化が進むにつれ、たとえば語根に2音節をもつ語の場合、第一音節に強勢が置かれるとともに第二音節は次第に弱化し、ə のようなあいまい母音を経て、最終的には完全に無音化されるに至っている。
以下に典型的な一例を挙げる。なお、音声表記は厳密なものではない。
このように語末の e は当初 [ə] を表す音標であったが、現在では黙字となっている。
また、上記の例のごとく、こうしたケースでは直前の音節が長母音（現在では二重母音）に発音される例が多かったことから、語末の e は「直前の母音を長母音（現在の二重母音）として発音する目印」としても認識されるようになり、やがて、元来母音のなかった場所にもその用途のために添えられるようになった。
以下に古い語彙からの例を示す。
こうした「発音しない語末の e」は、現在では、古英語由来の語彙に限らず、さまざまな出自の語彙に非常に頻繁に見られるものとなっている。

### 古英語からの語彙
古英語から受け継がれてきた語彙で、過去には発音されていた音の“名残り”が綴りに遺るもの。
例: high, know, gnaw, write, often, castle, climb, walk などの各子音字。
ほかに不規則的な例としては sword, Wednesday などもある。
チョーサーの時代（14世紀）の英語においては、綴りと発音との乖離はまだほとんど目立たず、上に例示したような“黙字”はいずれも発音されていたが、初期近代英語に移る過程で次第に音が摩滅し、シェイクスピア（16世紀）の頃にはすでに発音されなくなっていたとされる。

### ギリシア語からの借入語
psychology, Ptolemy, pneumonia, phthisis, mnemonic, gnostic, paradigm など。
学術語などに多い、古典ギリシア語（をラテン語化した形）から直接語根を取り込んだ語彙であり、語尾を除けば、原語の綴りを1字ずつ転写する形で綴られている。これらの語彙に見られる2重子音（多くは語頭2重子音）は、ギリシア語においては綴りの通りに発音されていたものの、現代英語の音体系においては発音不可能とされ、最初の音をスキップして発音される。

### 後づけ的に挿入された黙字
語源を意識して綴りを改変することが少なからず行われてきた。 例として、 doubt, debt, subtle, receipt, isle, island, foreign など。
doubt, debt, subtle, receipt, isle は、借入当時（→ノルマン・コンクエスト）の古いフランス語 douter, dete, soutil, receite, i(s)le （現代フランス語: douter, dette, subtil, reçu, île）を借入したものだが、後になってわざわざ黙字の b, p, s を足している。
これは語源たるラテン語の形 dubitare, debitum, subtilis, recepta, insula に少しでも近づけようという意図によるものであったとされる。
island は、古英語 igland に由来し、中期には「イーランド」のごとく発音されていたと考えられる。 この語が s 音を伴って発音されるようなことはどの時代にも決してなかったのだが、たまたまほぼ同義の isle という語（上記）が入ってきたことから影響を受け、民間語源的に s を入れて綴るようになったもの。
foreign も類例で、ラテン語 foranus から古フランス語 forain を経て来た g 音とは無縁の語だったのだが、reign からの類推でやはり民間語源的に g が挿入された。
このような例はほかにも多数見られる。

### その他
- honor, honest などの h は、ラテン語時代には発音されていたものの、フランス語から英語に入ってきた時点ですでに黙字となっていたもの[注釈 7]。
- muscle は黙字のない中世フランス語 muscle からの借入で[3]、英語に入ってから c を発音しなくなったもの。
- sign, reign などの gn はフランス語では [ɲ] （ニャ行音）だが、英語にはこの音がないため、 n 音で代用した。その結果あたかも g が黙字のように見える形になったもの。
- ほか、オランダ語経由の gnu 「ヌー」など、少数の例がある。

## フランス語
フランス語では英語と同様に、語末の e はアクセント記号の付いた場合または他に母音のない場合を除き黙字である。
また、本来は [ə] として発音する e も複合語になると黙字になることがある（ce「これ」→ Qu'est-ce que c'est? 「これは何?」）。
また語末の b、d、s、t なども一部の例外を除き黙字である（前の母音の発音に影響する場合もある）が、後に母音が来ると発音されることもある（リエゾン）。動詞の規則的な活用語尾にも黙字があり、一例を挙げれば、一般に -er や -ez は母音のみが発音されるし、-es や -ent は全く発音されない。
またフランス語に限らずロマンス諸語全般の特徴として、/h/ 音を持たず、 h はつねに黙字である。フランス語の h については無音のh・有音のhも参照のこと。

## その他の言語
ロシア語基本的にすべての文字を読むが、例外的に -стн- (-stn-)や -стл- (-stl-)という綴りの т (t)や -здн- (-zdn-)の д (d)は発音しない。また、здравстовать (zdravstovat)という単語の一番目の в (v)は発音されないなど、わずかながら黙字が見られる。ロシア語旧正書法における硬子音単語末の ъ（硬音符、トヴョールドゥイズナーク; твёрдый знак）も発音しなかった。この文字はスラヴ祖語以来の一種の弱い母音を表すものだったが、ロシア語では発音されなくなっており、それでも正書法が改められるまでは黙字として硬子音単語末に ъ の文字が置かれた。
デンマーク語疑問詞 hvor, hvad, hvem など語頭 h の後に v がある単語では、 h は黙字となり v から発音する。また、単語にもよるが blind のように d の前に子音がある場合には d は発音されないことが多い。Hv参照。
トルコ語ğ（yumuşak ge, ユムシャック・ゲー）はしばしば発音されない。音節末の ğ の場合は、かわりに前の母音が長くなる。
チベット語古式をほぼ踏襲するチベット文字の綴り方は、現在の発音とは大きく異なってしまっており、黙字が非常に多い。たとえば「シガツェ」「タシルンポ」はそれぞれ、"gzhis ka rtse", "bkra shis lhun po" と転写できるような綴りで表記される。詳細については「チベット語のカタカナ表記について」などの項目を参照のこと。
タイ語黙字符号 ์ （การันต์, ガーラン）を付した文字は発音しない。例：ดวงอาทิตย์（duuang aa-tít, 太陽）
朝鮮語現代朝鮮語では音節末にはひとつの子音しか立たないが、かつての発音の名残りで、または形態素を明示するため、綴り上は2つの子音を連ねて書くものがあり、これを「二重パッチム」と呼ぶ。発音にあたっては、2つの子音字のうちどちらかは発音しない。詳細はパッチム#二重パッチムを参照のこと。 またパッチムㅎは本質的にはㄷ音の終声のうち後続の/ㄱ, ㄷ, ㅈ/を激音化させるものにすぎず、後に母音が続く場合は発音上無視される。
ペルシア語
「خو」の و が発音しない場合が多い。また、アラビア語の「ة」に由来する語末の「ه」も発音しない場合がある。

## 漢文・漢字
漢文では、訓読の際に読まない字（而など）を黙字または置き字というが、これは日本語として省略する（実際には助詞を加えている）だけであって、本来の中国語では読む字である。
日本語の熟字訓、特に人名・地名表記には、実際には読まない黙字を含むものもある。たとえば「服部（はっとり）」の「部」、「右衛門（えもん）」の「右」、「和泉（いずみ）」の「和」、「百舌鳥（もず）」の「鳥」、「伊達（だて）」の「伊」、「頴娃（えい）」の「娃」など。また「施薬院」は「やくいん」と読まれ、「施」を読まないことが多かった。